# سيف الجلاد (فلم)
سيف الجلاد هو فيلم مصري تم إنتاجه عام 1944، قصة وإخراج يوسف وهبي و بطولة يوسف وهبي، عقيلة راتب.

## فريق العمل
إخراج وتأليف: يوسف وهبي
بطولة:
- يوسف وهبي
- عقيلة راتب
- بشارة واكيم
- محمود المليجي
- محمد فوزي
- علوية جميل
- عبد العليم خطاب
- هاجر حمدي

## روابط خارجية
- مقالات تستعمل روابط فنية بلا صلة مع ويكي بيانات